# عبد الله كامل
عبد الله أحمد كامل (1985 - 2023)، داعية وقارئ قرآن مسلم مصري كفيف من مواليد محافظة الفيوم بإحدى قرى مركز يوسف الصديق تدعى المشرك قبلي.

## عن حياته
ولد الشيخ عبد الله أحمد كامل كفيف البصر عام 1983 ، وحفظ القرآن الكريم كاملاً منذ الصغر وعلى طريقة بريل، وتخرج من جامعة الفيوم عام 2005 بعدما التحق فيها بكلية دار العلوم، كما شارك في مسابقة تسمى «المزمار الذهبي» عام 2015، قُدِّمت على قناة الفجر الفضائية، وحصل فيها على المركز الأول.

## شهرته
اشتهر الشيخ عبد الله كامل بصوته العذب في قراءة القرآن الكريم، وله تسجيلات عديدة على الإنترنت تتوفر أغلبها على قناته الرسمية على اليوتيوب. كما شارك في تقديم مجموعة من البرامج الدينية الإسلامية من خلال قنوات فضائية شهيرة مثل قناة الرحمة وقناة الناس وقناة الحافظ وقناة الندى الفضائية وغيرها الكثير. كان الشيخ عبد الله كامل من المنشدين الذين امتازوا برخامة في الصوت، ومن أشهر منشوداته «هل صليت اليوم عليه؟» وقد لاقت نجاحًا وانتشارًا في مصر. سافر الشيخ عبد الله كامل إلى أكثر من دولة للإمامة بالمصلين، منها دولة الكويت وبُثَّت الصلوات التي أمَّها خلال شهر رمضان الكريم على التلفزيون الكويتي. كما سافر إلى بعض الدول الأخرى مثل الولايات المتحدة والسعودية وغيرها من دول العالم.

## وفاته
توفي الشيخ عبد الله كامل في الولايات المتحدة بعد رحلة دعوية إليها منذ أوائل شهر رمضان 1444هـ، وكان ذلك يوم الأربعاء 26 أبريل 2023م الموافق 6 شوال 1444 هـ عن عمر ناهز السابعة والثلاثين.